# Moustapha Akkad
Moustapha Akkad (Aleppo, 1 juli 1930 - Amman, 11 november 2005) was een Syrisch-Amerikaanse filmproducent en filmregisseur.
Akkad werd geboren in het Syrische Aleppo, maar woonde al jaren in de Verenigde Staten van Amerika.
De meest bekende films van Akkad zijn de acht Halloween-films, The Message en Lion of the Desert met Anthony Quinn.
Hij en zijn dochter Rima Akkad werden het slachtoffer van de bomaanslagen in Amman. Zijn dochter was op slag dood. Hij raakte gewond aan zijn hals en overleed twee dagen later aan zijn verwondingen. Hij verbleef in het Hyatt-hotel, omdat hij op doorreis was naar een huwelijk dat op 11 november had moeten plaatsvinden in Akaba.

## Filmografie

### als regisseur
- The Message (1976)
- Al-Risâlah (1976) (Arabische versie van The Message)
- Lion of the Desert (1981)

### als producent
- Halloween (1978)
- Halloween II (1981)
- Halloween III: Season of the Witch (1982)
- Appointment with Fear (1985)
- Free Ride (1986)
- Halloween 4: The Return of Michael Myers (1988)
- Halloween 5: The Revenge of Michael Myers (1989)
- Halloween: The Curse of Michael Myers (1995)
- Halloween H20: 20 Years Later (1998)
- Halloween: Resurrection (2002)

- Biblioteca Nacional de España: XX1374702
- Bibliothèque nationale de France: cb140738301 (data)
- Gemeinsame Normdatei: 13056964X
- International Standard Name Identifier: 0000 0001 1952 2632
- Library of Congress Control Number: no00013556
- Nationale Bibliotheek van Israël: 987007421877805171
- Nederlandse Thesaurus van Auteursnamen: 182602427
- LIBRIS: 274244
- Système universitaire de documentation: 171945069
- Virtual International Authority File: 308284782
- WorldCat: E39PCjFJ4x6jR7jyKmQWbxqWQm